# Bataille de Cabezón
Guerre d'indépendance espagnole
Batailles
- Dos de Mayo
- Tolède
- Bruc
- Valdepeñas
- Pont d'Alcolea
- Port de Cadix
- Olhão
- Cabezón
- Gérone (1er)
- Saragosse (1er)
- Valence (1er)
- Medina de Rioseco
- Bailén
- Gérone (2e)
- Évora
- Roliça
- Vimeiro

La bataille de Cabezón se déroula le 12 juin 1808 à Cabezón de Pisuerga, près de Valladolid, dans le cadre de la guerre d'Espagne. Elle opposa l'« armée de Castille » commandée par le capitaine-général Gregorio García de la Cuesta  à un détachement français de l'armée du maréchal Bessières sous les ordres du général Antoine Charles Louis de Lasalle. L'affrontement se solda par une victoire française.

## Contexte
Le retentissement des événements du 2 mai à Madrid s'étendit jusqu'à la ville de Valladolid, où les partisans de Ferdinand VII étaient au pouvoir depuis le soulèvement d'Aranjuez. Le 1er juin, le capitaine-général Gregorio García de la Cuesta instaure la conscription obligatoire pour les hommes de 17  à   40 ans, obligeant le maire à le plébisciter. Cuesta savait que le temps pressait en raison de la proximité des troupes françaises, cantonnées à Burgos. Les prêtres offrirent même leurs propriétés et donnèrent l'autorisation de recruter leurs novices. De plus, Cuesta créa la junte de l'armement et de la défense de Valladolid (Junta de Armamento y Defensa de Valladolid) placé sous sa direction. Cuesta la contrôlait sans problème et lui donna le pas sur toutes les autres administrations de Castille. L'organisation de la défense était néanmoins problématique, car la Castille n'était que pauvrement dotée en infrastructures militaires et ne disposait pas d'armée régulière.

## Prélude
Avec 15 000 hommes, le maréchal Bessières se dirigea vers la vallée de l’Èbre et la Vieille Castille pour étouffer l’insurrection. Le 2 juin 1808, l’une de ses colonnes mit fin à la résistance de Logroño. Pendant ce temps, le général Merle faisait route avec un autre détachement de Burgos à Santander, et, après avoir écrasé le soulèvement à Reinosa, il se prépara à mettre fin à la résistance de Valladolid.
Le maréchal Bessières avait reçu l'ordre de se rendre maître des provinces espagnoles septentrionales. La nouvelle de l’insurrection de Valladolid avait été reçue au quartier-général du corps d'observation des Pyrénées orientales, à Burgos, dans la nuit du 4 juin. Bessières, craignant une rupture des lignes de communications entre la France et Madrid, donna la priorité au dégagement de la route menacée par les forces de Cuesta, dont l'effectif restait inconnu. Par conséquent, les opérations des généraux Merle et Lasalle dans les montagnes, menées d'abord séparément, devaient se réunir le 11 juin. Les Français, après le combat de Torquemada et l'entrée à Palencia, étaient alors prêts à se heurter à l'ennemi.
À la nouvelle de l'avance française, Cuesta sortit avec les troupes de Valladolid les 9 et 10 juin. Il parvint finalement à réunir une force de 4 700 miliciens, 300 cavaliers réguliers et 4 pièces d'artillerie. Cette force, pompeusement appelée « Armée de Castille », prit résolument l’offensive et se dirigea vers l’Est pour bloquer la route Burgos–Madrid : le premier choc se produisit au pont de Cabezón, où coulait la rivière Pisuerga.

## Déroulement de la bataille
Les troupes du général Merle avaient rejoint la cavalerie commandée par le général Antoine Lasalle, homme énergique s’il en est, qui prit le commandement de l’ensemble. Le général français, parti avec les 9 000 hommes dont il disposait afin d’affronter Don Gregorio Garcia de La Cuesta, découvrit rapidement que ce dernier avait commis l’imprudence de traverser la rivière. Au lieu de se concentrer sur l’autre berge du cours d’eau ou de détruire le pont, la Cuesta et ses hommes, impatients d’en découdre, s’apprêtaient à affronter des soldats expérimentés et disposant d’une large supériorité numérique, alors qu’ils n’avaient qu’un pont de taille médiocre pour se replier en cas d’échec.
Le 12 juin 1808 au matin, la cavalerie de Lasalle se lança à l’assaut des positions ennemies. En quelques minutes, les troupes espagnoles furent balayées et massacrées, les survivants, poursuivis par la cavalerie française, s’enfuirent par le pont ou par la route de Valladolid. La Cuesta ne pouvait plus offrir une quelconque résistance et le général Lasalle fit une entrée triomphale dans Valladolid, obligeant les Espagnols à continuer la lutte plus à l’Ouest.

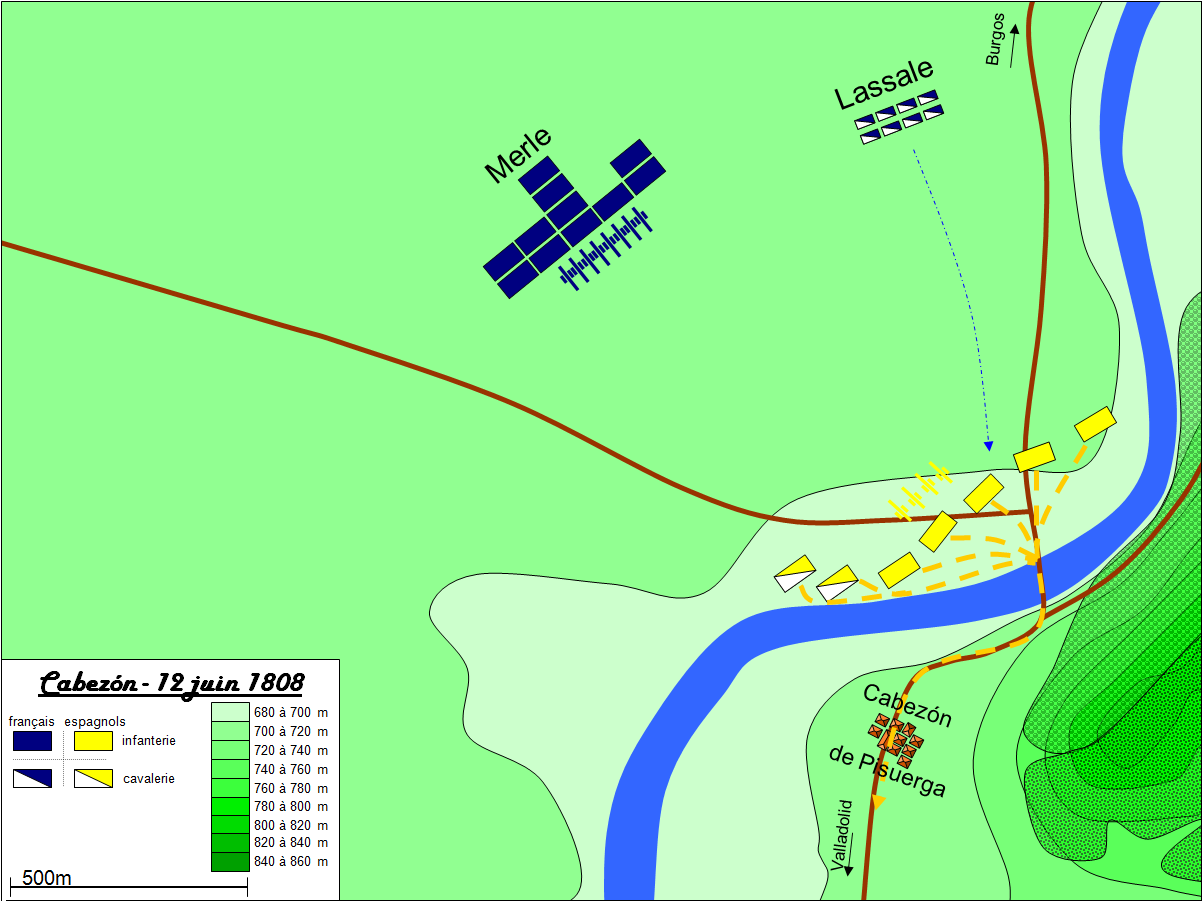
Mouvements français et espagnols lors de la bataille de Cabezón.

## Conséquences
Avec moins de 50 hommes perdus, les généraux Lasalle et Merle avaient mis en fuite leurs adversaires et occupé l’une des plus importantes villes du nord de l’Espagne. Après cette victoire, le général Lasalle garnit la place de Valladolid, et envoya Merle étouffer la rébellion sur la côte de Cantabrie — au nord du pays, entre les Asturies et le Pays basque. Avec une grande habileté et en se déplaçant à vive allure, ce dernier écrasa les miliciens et les paysans armés qui tentaient de s’interposer sur son chemin. S’ouvrant la voie par les défilés situés au nord de Reinosa, il arriva à Santander le 23 juin 1808 : moins d’un mois après le début de la campagne, les Français paraissaient contrôler le nord de la péninsule, tandis que les Espagnols, après avoir connu défaite sur défaite, se préparaient à une lutte de longue haleine.

## Ordres de bataille

### Armée française

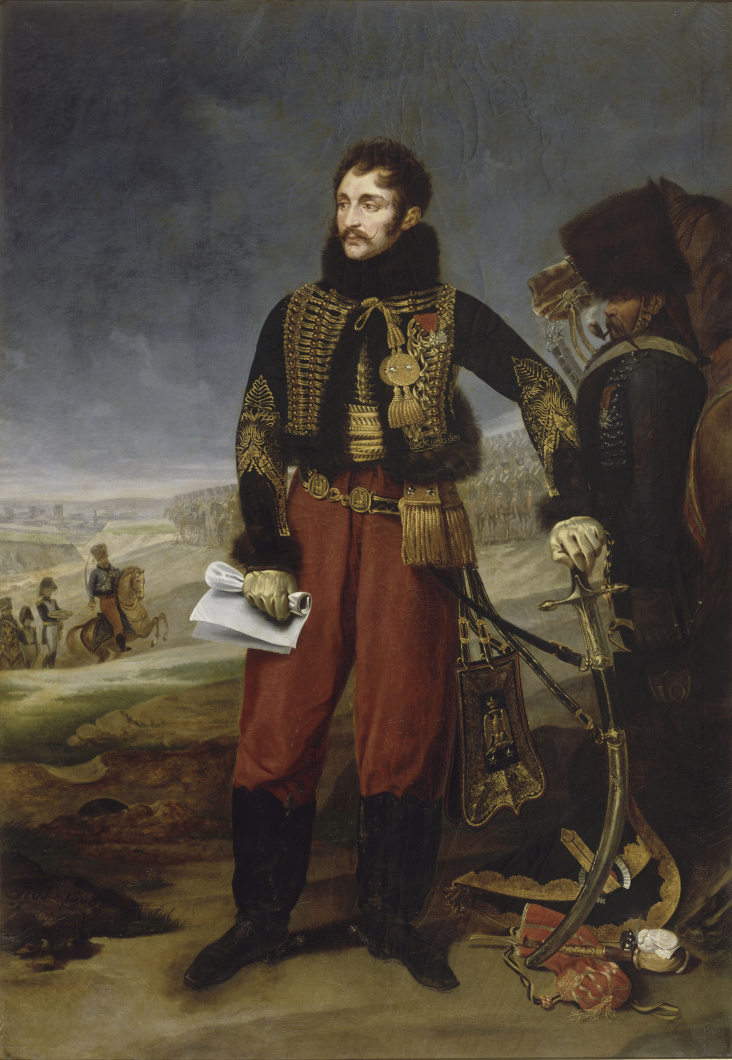
Le général de division Antoine Charles Louis de Lasalle, commandant en chef les troupes françaises à la bataille de Cabezón. Huile sur toile d'Antoine-Jean Gros, 1808.

Général de division Antoine Charles Louis de Lasalle, commandant en chef — 6 330 hommes, 8 canons
- 1re division : général de division Pierre Hugues Victoire Merle — 5 248 hommes, 8 canons
  - 1re brigade : général de brigade Jean Barthélemy Darmagnac — 2 187 hommes, 8 canons
    - 47e régiment d'infanterie de ligne — 1er bataillon, 1 235 hommes
    - 3e régiment d'infanterie suisse — 1 bataillon, 721 hommes
    - Artillerie à pied — 8 canons de 8 livres
    - Grenadiers et voltigeurs des compagnies d'élite du 86e régiment d'infanterie de ligne — 2 compagnies, 231 hommes

  - 2e brigade : général de brigade Joseph-Yves Manigault-Gaulois — 3 061 hommes
    - 1er régiment de marche d'infanterie — 1 bataillon, 965 hommes
    - 1er régiment de légion de réserve supplémentaire — 2 096 hommes
- Division de cavalerie : général de division Antoine Charles Louis de Lasalle — 1 082 hommes
  -     - 10e régiment de chasseurs à cheval — 469 hommes
    - 22e régiment de chasseurs à cheval — 460 hommes
    - 3e régiment de cuirassiers provisoire — 153 hommes

### Armée espagnole

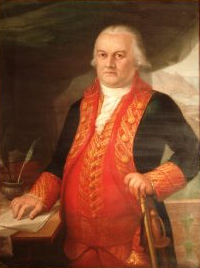
Le capitaine-général Gregorio García de la Cuesta, commandant en chef les forces espagnoles à la bataille de Cabezón.

Capitaine général Gregorio García de la Cuesta, commandant en chef
- 1re division — 3 360 hommes
  - Régiment d'infanterie Covadonga — 2 bataillons, 1 500 hommes
  - 1er et 2e régiments volontaires de León — 2 bataillons, 1 600 hommes
  - Régiment de Guardias de Corps — 1 escadron, 100 hommes
  - Régiment de Carabineros Reales — 1 escadron, 160 hommes
- 2e division — 3 200 hommes
  - 3e régiment de volontaires de León — 1 bataillon, 800 hommes
  - Régiment de Tercios de Castilla — 3 bataillons, 2 100 hommes
  - Régiment de la Reina — 2 escadrons, 300 hommes